# سسک بیشه شکم‌زرد
سسک بیشه شکم‌زرد (نام علمی: Cettia acanthizoides) نام یک گونه از سرده سسک‌های بیشه نمادین است.